# SELinux
SELinux (англ. Security-Enhanced Linux — Linux з покращеним рівнем безпеки) — реалізація системи мандатного керування доступом, яка може працювати паралельно з класичним вибірковим керуванням доступом. Входить в стандартне ядро Linux.

## Історія
SELinux був розроблений Агентством національної безпеки США, а потім його вихідні коди були представлені для скачування.

Оригінальний текст (англ.)
From NSA Security-enhanced Linux Team:«NSA Security-enhanced Linux is a set of patches to the Linux kernel and some utilities to incorporate a strong, flexible mandatory access control (MAC) architecture into the major subsystems of the kernel. It provides a mechanism to enforce the separation of information based on confidentiality and integrity requirements, which allows threats of tampering and bypassing of application security mechanisms to be addressed and enables the confinement of damage that can be caused by malicious or flawed applications. It includes a set of sample security policy configuration files designed to meet common, general-purpose security goals.»

SELinux включений до складу ядра Linux (починаючи з версії 2.6).

## Короткий опис
Залишаючись у рамках системи контролю доступу, ОС має фундаментальне обмеження в плані розподілу доступу процесів до ресурсів — доступ до ресурсів ґрунтується на правах доступу користувача. Це класичні права rwx на трьох рівнях — власник, група-власник і інші.
У SELinux права доступу визначаються самою системою за допомогою спеціальної гнучкої політики, що працює на рівні системних викликів і застосовуються безпосередньо ядром (хоча можна реалізувати і на рівні програми). SELinux діє після класичної моделі безпеки Linux. Тому засобами SELinux неможливо дозволити те, що не було дозволено засобами дискреційного керування доступом.
У більшості випадків правила SELinux «прозорі» для програм, і не вимагається ніякої їх модифікації. До складу деяких дистрибутивів входять готові політики, в яких права можуть визначатися на основі збігу типів процесу (суб'єкта) і файлу (об'єкта) — це основний механізм SELinux. Дві інших форми керування доступом — доступ на основі ролей та на основі багаторівневої системи безпеки. Наприклад, за ступенями обмеження доступу «відкрита інформація», «для службового користування», «таємно», «цілком таємно», «особливої важливості».
Найпростіший для роботи та з точки зору підтримки тип політики — так звана «цільова» політика, розроблена в рамках проекту Fedora. В рамках політики описано більш ніж 200 процесів, які можуть виконуватися в операційній системі. Все, що не описано «цільовою» політикою, виконується в домені (з типом) unconfined_t. Процеси, що працюють в цьому домені, не захищаються SELinux. Таким чином, всі сторонні користувацькі програми будуть без будь-яких проблем працювати в системі з цільовою політикою в рамках класичних дозволів системи вибіркового керування доступом.
Крім «цільової» політики до складу деяких дистрибутивів входить політика з багаторівневою моделлю безпеки (з підтримкою моделі Белла — Лападули).
Третій варіант політики — «суворий». Тут діє принцип «що не дозволено, те заборонено» (принцип найменших прав). Політика заснована на Reference Policy[що це?] від компанії Tresys.
Також для функціонування SELinux потрібні модифіковані версії деяких утиліт (ps, ls, і т. д.), що забезпечують підтримку нових функцій ядра, і підтримка з боку файлової системи.

## Можливості
- Чисте відокремлення політики від її виконання

- Чітко визначені інтерфейси політики
- Підтримка додатків, які запитують політику та забезпечують керування доступом (наприклад, виконувані завдання в командному контексті)
- Незалежність конкретних політик та мов політик
- Незалежність окремих форматів і вмісту міток безпеки
- Окремі мітки та елементи керування об'єктами та службами ядра
- Підтримка змін політики
- Окремі заходи для захисту цілісності системи (доменного типу) та конфіденційності даних (багаторівнева безпека)
- Гнучка політика
- Контроль над ініціалізацією процесу, наслідуванням та виконанням програми
- Керування файловою системою, каталогами, файлами та відкритими дескрипторами файлів
- Керування сокетами, повідомленнями та мережевими інтерфейсами
- Керування використанням «можливостей»
- Кешування інформації про прийняті рішення про надання доступу через кеш векторів доступу (Access Vector Cache, AVC)[3]